# Hendy-gwyn ar Daf
Hendy-gwyn ar Daf (en gal·lès Vell monestir del riu Taf és una petita població del comtat gal·lès de Sir Gaerfyrddin. L'any 930, el rei Hywel Dda hi aplegà una assemblea de juristes i eclesiàstics que compilà i codificà les lleis gal·leses. Hom ho ha vist com el primer Parlament gal·lès.

## Història
El nom gal·lès i l'anglès Whitland procedeixen d'una abadia medieval de l'Orde del Cister del 1155, actualment en ruïnes; els monjos vestien hàbits de llana blanca, i d'ací es podria originar el nom anglès, Alba Landa, evolucionat en Whit(e) Land. L'abadia s'extingí el 1539 quan Enric VIII ordenà la dissolució dels monestirs i, tot i que moltes de les pedres de l'abadia s'han emprat des d'aleshores en edificis de la comarca, les seves ruïnes encara permeten afigurar-se l'estructura del complex.
La vinguda del ferrocarril pel 1860 juntament amb la venda de la gran finca "Pwllywhead" (entre 1891 i 1931) i de les propietats urbanes de la "Whitland Abbey Estate" (1927), donaren al pas del segle xix al xx un gran impuls a la població, i el 1974 es creà el municipi de Whitland. La principal indústria de la població havia estat una empresa lletera, però va tancar el 1994. Hendy-gwyn també havia estat un important nus ferroviari, amb quatre línies que anaven a Doc Penfro, Abergwaun, Cas-Mael i Aberteifi. De resultes de l'informe Beeching dels anys 60 moltes línies fèrries i moltes estacions es clausuraren, i en l'actualitat Hendy-gwyn és una estació de línia i prou.

## Actualitat
La ciutat té una església parroquial de 1813, dedicada a Santa Maria, una escola secundària ("Ysgol Dyffryn Taf"), una coral del 1890 i diversos camps de joc, amb equips locals que juguen a rugby futbol, criquet bàsquet, bitlles de pista curta i llarga… Molts d'aquests tenen seccions juvenils i d'especial anomenada és la secció juvenil del Whitland Junior rugby, els Junior Borderers. Els "Borderers" (= fronterers, per la seva posició prop del límit amb el comtat de Sir Benfro), han estat bressol de més d'una estrella de l'esport, com Michael Phillips, membre de la selecció nacional de rugby de Gal·les.
El centre "Hywel Dda" de la població és un focus cultural dedicat a aquest rei i la compilació legal que va elaborar, amb sis jardins (un per cada apartat de la llei) i un centre d'interpretació. La figura del rei Hywel, però, és objecte de controvèrsia, perquè hom li retreu que fos el primer rei gal·lès que retés submissió als anglesos.
La ciutat està situada gairebé en el Landsker, la franja imaginària que a Gal·les separa el nord gal·loparlant del sud angloparlant.

## Ciutats agermanades
- Pipriac a Illa i Vilaine,  (Bretanya)